# Haumeni (Bikomi Utara)
Haumeni is een bestuurslaag in het regentschap Timor Tengah Utara van de provincie Oost-Nusa Tenggara, Indonesië. Haumeni telt 728 inwoners (volkstelling 2010).